# Парр, Томас (придворный)
Томас Парр (англ. Thomas Parr; примерно 1483 — 11 ноября 1517) — английский аристократ, муж Мод Грин, отец Екатерины Парр, шестой и последней жены короля Генриха VIII.

## Биография
Томас Парр принадлежал к богатому рыцарскому роду, представители которого владели землями в Ланкашире, Уэстморленде и Камберленде. Он родился примерно в 1483 году в семье Уильяма Парра и Элизабет Фицхью. Достигнув совершеннолетия, Томас получил все семейные владения. В 1508 году он выгодно женился: его супруга Мод Грин унаследовала половину владений отца, расположенных главным образом в Нортгемптоншире, и стала одной из любимых фрейлин королевы Екатерины Арагонской, первой жены Генриха VIII. При этом короле Парр получил ряд выгодных должностей: он стал мастером палат, мастером стражи, контролёром короля, был посвящён в рыцари (1509), получил посты верховного шерифа Нортгемптоншира (1509) Линкольншира (1510).
В браке Томаса Парра и Мод Грин родились:
- Екатерина (1512—1548), жена сэра Эдуарда Бурга, Джона Невилла, 3-го барона Латимера, короля Англии Генриха VIII, Томаса Сеймура, 1-го барона Сеймура из Садли;
- Уильям (1513—1571), маркиз Нортгемптон;
- Анна (1515—1552), жена Уильяма Герберта, 1-го графа Пембрука.